# Цапля и журавль
«Цапля и журавль» — советский мультипликационный фильм Юрия Норштейна, по мотивам русской народной сказки в пересказе Владимира Даля.

## Создатели
| авторы сценария                    | Роман Качанов, Юрий Норштейн |
| режиссёр и художник-мультипликатор | Юрий Норштейн                |
| художник-постановщик               | Франческа Ярбусова           |
| оператор                           | Александр Жуковский          |
| композитор                         | Михаил Меерович              |
| звукооператор                      | Борис Фильчиков              |
| редактор                           | Наталья Абрамова             |
| монтажёр                           | Надежда Трещёва              |
| директор картины                   | Натан Битман                 |
| сказку читает                      | Иннокентий Смоктуновский     |

## Награды и премии
- 1975 — X Международный Фестиваль анимационных фильмов в Анси — Приз жюри;
- 1975 — III Международный Фестиваль анимационных фильмов в Нью-Йорке — Первая премия

## Критика
По выражению киноведа С. В. Асенина, «Цапля и журавль» — это «фильм о гибельности взаимоотчуждения, неконтактности и суетности, фильм, говорящий о том, что жить вне времени и живых, естественных отношений нельзя, недопустимо, что надо жить так, чтобы не было обидно и больно за утраченные возможности, бесцельно прожитые годы».
Людмила Петрушевская высказывалась о фильме следующим образом:
Что это за фильм «Журавль и Цапля»! Печальный, нежный, смешной, с дождями — старый парк, серебряное небо, туманы, далёкая музыка и два одиноких существа, последние аристократы этих мест, среди колонн разрушенной беседки. Там царствует робкая, гордая любовь. Обедневшие изгнанники, ни кола, ни двора, имущества нет, только руины. Один зонтик на всю вселенную, какая-то полуцелая шляпка, бусы из рябины. Нелепые, породистые носы. Вздорные характеры. И эта нежная, прощальная музыка о любви, которой нельзя сбыться… Великий фильм о любви, когда зритель всей душой жаждет финального поцелуя, но его никогда не будет.